# Memleben
Memleben est un village et une ancienne municipalité situé dans l'Arrondissement du Burgenland en Saxe-Anhalt.
Depuis le 1er juillet 2009, il fait partie de la commune de Kaiserpfalz. Le quartier est situé dans l'ouest de l'arrondissement sur la rivière Unstrut, près de la ville de Nebra. Le village est bien connu pour l'ancien palais impérial (Kaiserpfalz), le lieu de décès du roi Henri Ier de Germanie et de son fils l'empereur Otton le Grand.

## Historique
La région est vraisemblablement habitée depuis la fin de l'âge du bronze. Le lieu de Mimelebo fut mentionné pour la première fois dans un registre des biens de l'abbaye de Hersfeld, mis en place à l'instigation de l' archevêque Lull de Mayence en 780 (Breviarium sancti Lulli). Pendant le haut Moyen Âge, il faisait partie de la région d'Ostphalie au sein du duché de Saxe. Les rives de l'Unstrut étaient le site d'un château fort de la dynastie des Ottoniens au Xe siècle.

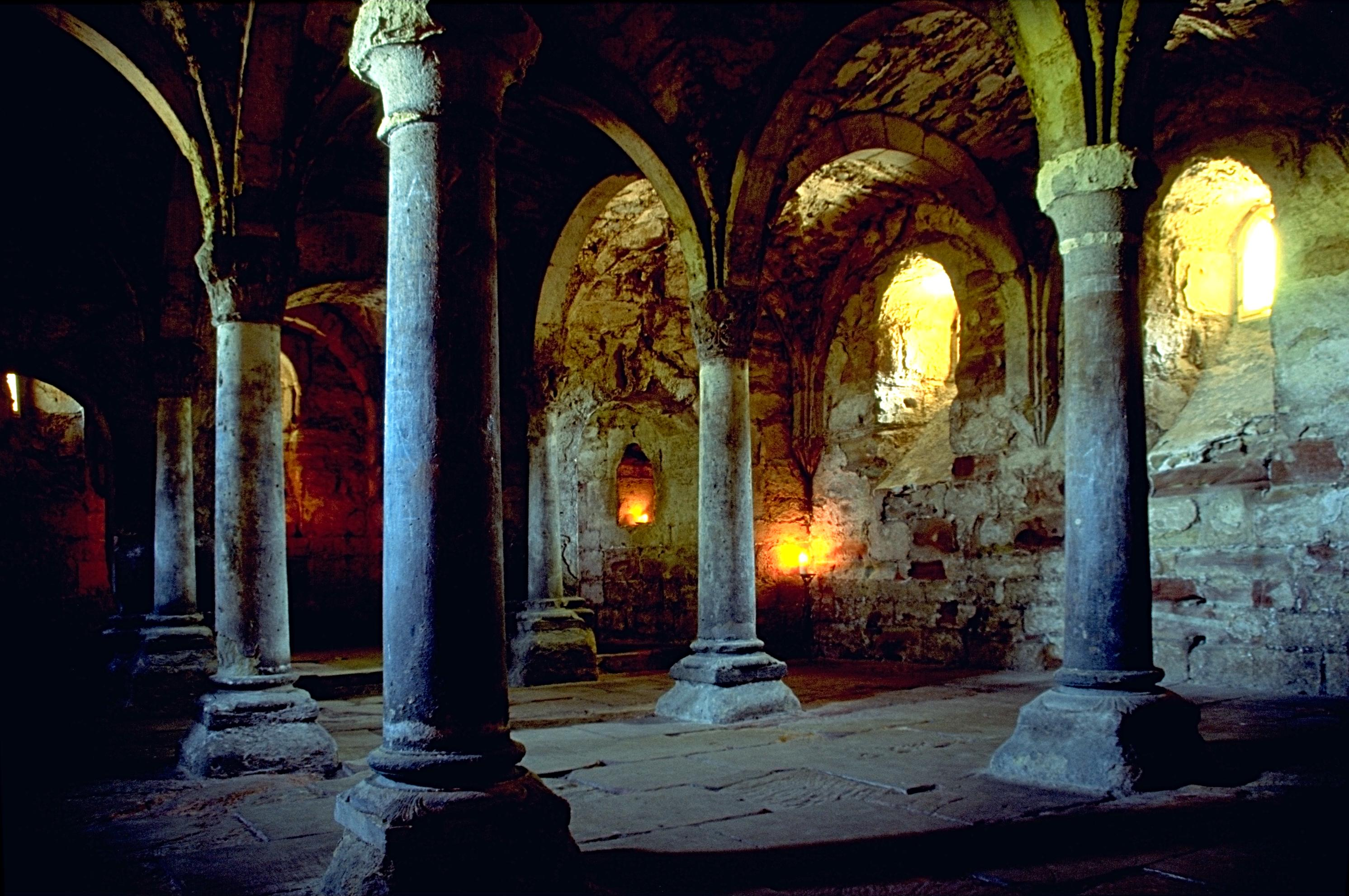
La crypte de l'église collégiale.

À la fin de l'année 935, le roi Henri Ier séjournait à son relais de chasse à Bodfeld dans les montagnes du Harz (près d'Elbingerode) où il tomba gravement malade, probablement en raison d'une attaque cérébrale. Selon les chroniques de Liutprand de Crémone, le roi se rendit au château de Memleben proche de la frontière de Thuringe où il est décédé le 2 juillet 936. Son corps a été transféré à l'église de l'abbaye de Quedlinbourg nouvellement constituée.
Otton le Grand, fils et successeur d'Henri, passe ensuite de longues périodes à Memleben ; néanmoins, on n'a conservé aucun document écrit sur une diète en ce lieu. À partir de 968, la plupart des domaines devinrent propriété des évêques de Zeitz ; deux églises à Imilebe ne sont documentées qu'en 976 / 977. L'empereur Otton a prévu de célébrer la Pentecôte 973 au palais de Memleben, éventuellement sous un sombre pressentiment. D'après les rapports de Widukind de Corvey et de Dithmar de Mersebourg, il souffrait de fièvres peu de temps après son arrivée et demandait l'extrême-onction. Otton mourut le 7 mai, au même endroit que son père Henri, et fut enterré à la cathédrale de Magdebourg aux côtés de sa première épouse Édith.
Vers l'an 979, son fils l'empereur Otton II et son épouse Théophano ont fondé un monastère bénédictin à Memleben, équipé de vastes possessions à la frontière orientale du royaume de Germanie. En 1015, l'empereur Henri II en fit une prévôté de l'abbaye de Hersfeld. Le couvent a été supprimé après le pillage des bâtiments pendant la guerre des Paysans en 1525.